# هیوندای توسان
هیوندای توسان (کره‌ای: 현대 투싼؛ تلفظ به‌صورت Tu-són) یک کراس‌اوور کامپکت است که توسط خودروسازی کره‌ای هیوندای از سال ۲۰۰۴ تولید می‌شود. نام این خودرو از شهر توسان، آریزونا گرفته شده‌است. زمانی که در سال ۲۰۰۴ در ژاپن معرفی شد، ابتدا با نام هیوندای جی‌ام شناخته می‌شد.
نسل دوم توسان در چندین بازار از جمله اروپا، استرالیا و چین با نام هیوندای آی‌ایکس۳۵ به بازار عرضه شد و سپس برای نسل سوم به نام توسان بازگشت. از اولین نسل خود، توسان در کنار کیا اسپورتیج، با پلت‌فرم‌ها و موتورهای مشترک توسعه یافته‌است.

توسان پرفروش‌ترین مدل شاسی بلند هیوندای است که از زمان عرضه آن در سال ۲۰۰۴، بیش از ۷ میلیون دستگاه در سراسر جهان فروخته شده‌است. از این تعداد، ۱٫۴ میلیون دستگاه در اروپا فروخته شده‌است. از اوت ۲۰۲۲، توسان در خط تولید هیوندای در زیر سانتافه و بالاتر از کونا و کرتا قرار دارد.

## نسل اول (جی‌ام؛ ۲۰۰۴)
هیوندای توسان نسل اول، همان کیا اسپورتیج نسل دوم است که در حد فاصل سال‌های ۲۰۰۴ تا ۲۰۰۹ به بازارهای جهانی عرضه می‌شد، پلت فرم مشترک با هیوندای النترا، اشتراک فنی با میتسوبیشی و تجربه بدست آمده از نسل اول کیا اسپورتیج، از عواملی هستند که توسان را به خودروی ساده، نه چندان زیبا و ارزان قیمت مبدل کرده‌اند. جالب آنکه در سال ۲۰۰۹ دوقلو توسان / اسپورتیج، به عنوان دومین خودرو ارزان قیمت بازار آمریکا رده‌بندی می‌شد و از سوی دیگر در گزارش سالانه مجله CONSUMER REPORTS نیز در میان با دوام‌ترین خودروهای بازار آمریکا جای می‌گرفت. 
نسل اول توسان را نمی‌توان خودروی زیبایی دانست، طراحی هوشمندانه و متقارن در هر زاویه ای به چشم می‌خورد، اما ترکیب چراغ‌های بزرگ و برجسته جلو و جلوپنجره کوچک و کم عرض به چهره خودرو آسیب جبران ناپذیری زده‌است. البته شرایط برای کیا اسپورتیج نسل دوم اندکی بهتر است، در نمای جانبی نیز پنل‌های محافظ پلاستیکی که گلگیرهای جلو و عقب و قسمت پایینی درب‌ها را در بر می‌گیرند. لازم است ذکر شود که همین صفحات محافظ در عمل بسیار مفید هستند و از آسیب رسیدن به بدنه فلزی خودرو در تصادفات جزئی حد زیادی جلوگیری به عمل می‌آورند.
نمای عقب نسل اول توسان طراحی خوب و متناسبی دارد که تنها ایراد وارد به آن، نبود خشونت خاص خودروهای SUV و آفرود است، در واقع طراحی ظاهری توسان به خوبی می‌تواند معرف توانایی‌های فنی خودرو در گذر از مسیرهای ناهموار باشد و تأکید هیوندای بر شهری بودن نسل اول توسان را به رخ بکشد.نسخه پایه به نام GL از یک موتور ۴ سیلندر تنفس طبیعی به حجم ۲ لیتر با ۱۴۰ اسب بخار قدرت استفاده می‌کرد که برای آن، یک گیربکس خودکار ۴ سرعته یا دستی ۵ سرعته نیز در نظر گرفته شد.
نسخه ۶ سیلندر هیوندای توسان، حرف‌های بیشتری برای گفتن داشت. موتور این نسخه با سانتافه و هیوندای کوپه و همچنین کیا اسپورتیج مشترک بود و با ۲.۷ لیتر حجم، توانی برابر با ۱۷۳ اسب بخار داشت. این نسخه همچنین به صورت 4WD نیز قابل سفارش بود. البته دو پیشرانه  دیزلی نیز برای این خودرو در نظر گرفته شد تا امکان فروش آن در اروپا نیز بالا باشد که خریداران در این منطقه به موتورهای دیزلی علاقه بیشتری دارند. موتور ۲ لیتری گازوییل‌سوز این خودرو با قدرت‌های ۱۱۲ و ۱۴۰ اسب بخار به میدان آمد که در ادامه، با افزایش خروجی به ۱۵۰ اسب بخار رسید.

این اتاق، ایمنی بالایی داشت و در تست‌های تصادف از جلو و بغل برای هر دو سمت راننده و سرنشین، توانست پنج ستاره ایمنی کسب کند که در آمار فروش این خودرو بسیار موثر بود. همچنین هیوندای، نسل دوم پیل سوختی خود را روی این خودرو نیز نصب کرد تا نظر افراد بیشتری را جلب کند. 

## نسل دوم (ال‌ام؛ ۲۰۰۹)

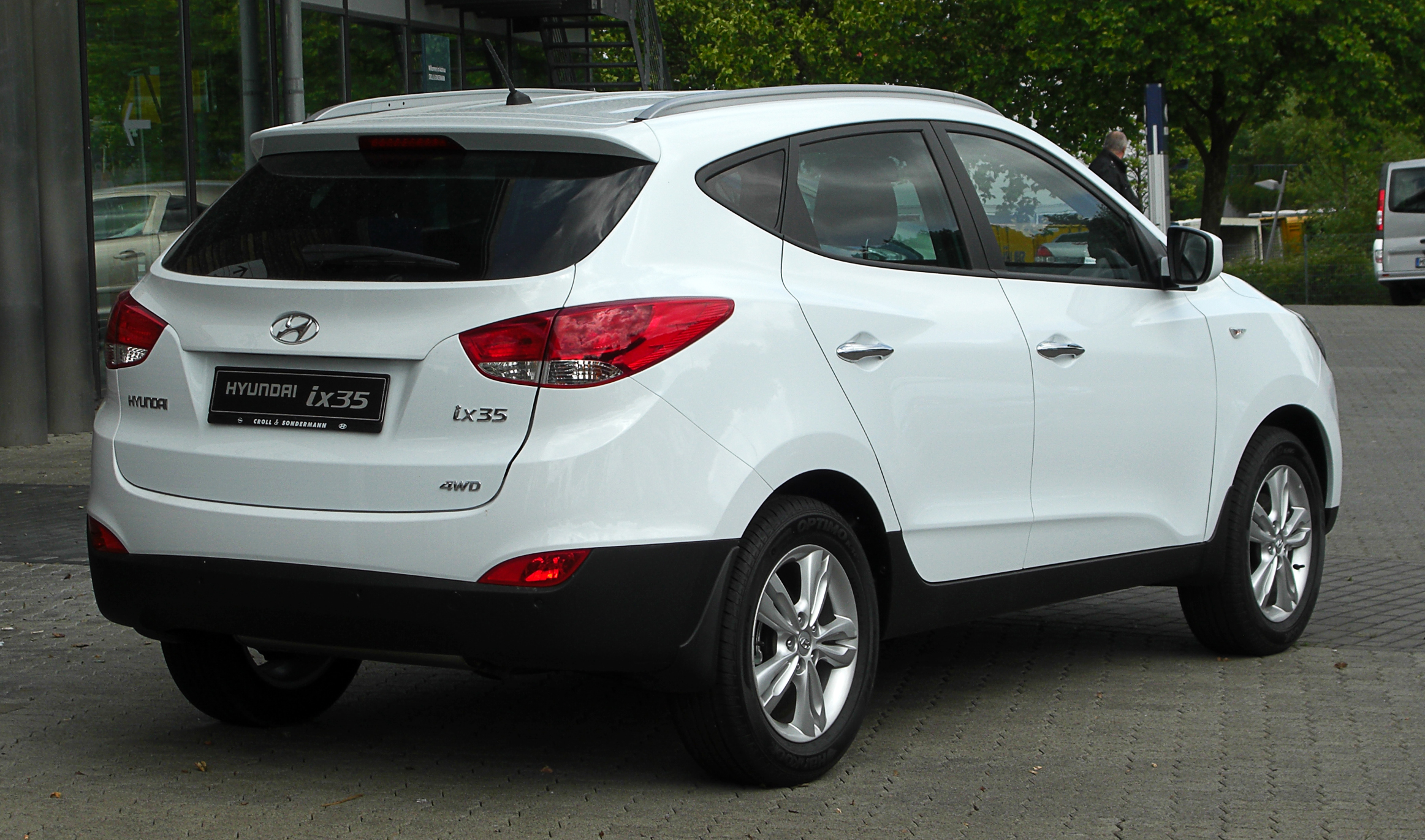
نمای عقب (پیش از فیس‌لیفت)

نسل دوم توسان یک شاسی بلند پنج سرنشین است و در سه تیپ GL, GLS، و Limited (ساخت محدود و خاص) تولید و عرضه می‌شود. تیپ GL دارای چرخ‌های ۱۷ اینچی، شیشه‌های دودی، سیستم تهویه مطبوع، صندلی قابل تنظیم راننده، صندلی‌های عقب با ابعاد ۴۰/۶۰، سیستم صوتی تصویری دارای شش اسپیکر و سی دی پلیر، رادیوی ماهواره ای، درگاه اتصال هدفون، آیپاد و پورت USB است. برای این نسل دو مدل موتور در نظر گرفته شده‌است. تیپ GL دارای موتور ۴ سیلندر خطی ۲ لیتری است که نیرویی برابر با ۱۶۵ اسب بخار و گشتاور ۱۹۸ نیوتن متر تولید می‌کند. در ساخت این تیپ از یک گیربکس دستی پنج سرعته استفاده شده‌است و یک گیربکس شش سرعته اتوماتیک سفارشی نیز برای خریداران موجود است. مصرف سوخت تیپ GL دارای گیربکس اتوماتیک، ۱۲ لیتر در شهر، ۹ لیتر در بزرگراه و مصرف ترکیبی ۹ لیتر در هر ۱۰۰۰ کیلومتر است. مصرف تیپ دارای گیربکس دستی به ترتیب برابر با ۱۴، ۱۱ و ۱۲ لیتر در هر ۱۰۰ کیلومتر است.
تیپ‌های GLS و Limited از موتور ۴ سیلندر ۲٫۴ لیتری استفاده می‌کنند که نیروی ۱۷۶ اسب بخار و گشتاور ۲۲۸ نیوتن متری خود را از طریق یک گیربکس شش سرعته اتوماتیک به ترتیب به چرخ‌های جلو و چهار چرخ می‌فرستد. مصرف سوخت مدل دیفرانسیل جلو برابر با ۱۳ لیتر در شهر، ۹ لیتر در بزرگراه و مصرف ترکیبی ۱۱ لیتر در هر ۱۰۰ کیلومتر است و مصرف سوخت مدل چهار چرخ محرک (AWD) برابر با ۱۴، ۱۰ و ۱۲ لیتر در هر ۱۰۰ کیلومتر است. تیپ GLS توسان قادر است در ۹٫۶ ثانیه از حالت سکون به سرعت ۱۰۰ کیلومتر در ساعت برسد.
این نسل یکی از موفق‌ترین سری هیوندای توسان بود که با موتور ۲۴۰۰ سی‌سی با ۱۷۷ اسب بخار قدرت با استقبال مردم ایران مواجه شد و کسانی که بودجه کافی برای خرید هیوندای سانتافه را نداشتند را راضی نگه داشت. و امروزه این نسل از هیوندای توسان بیشتر از سایر نسل‌های قدیم و جدیدش در خیابان به چشم می‌خورد.
در اکثر بازارهای خارج از کره جنوبی و آمریکای شمالی، نام هیوندای توسان (همچنین در کره به‌عنوان «هیوندای توسان آی‌ایکس» شناخته می‌شود) به نفع هیوندای آی‌ایکس۳۵ کنار گذاشته شد. خودروهای فروخته شده در آمریکای شمالی و چندین منطقه دیگر همچنان توسان نامیده می‌شدند. آی‌ایکس۳۵ در نمایشگاه خودرو فرانکفورت ۲۰۰۹ رونمایی شد. در آن زمان ادعا شد که در این خودرو قدرت خروجی، بهره‌وری سوخت، راحتی و ویژگی‌های ایمنی همگی ارتقا یافته‌اند. این پروژه که با نام ال‌ام شناخته می‌شود، ۲۸۰ میلیارد وون (تقریباً ۲۲۵ میلیون دلار) هزینه دربرداشت و توسعه آن ۳۶ ماه به‌طول انجامید.
ظاهر آی‌ایکس۳۵ براساس کانسپت هیوندای ix-onic است. آی‌ایکس۳۵ توسط چا ایل-هوئی طراح هیوندای در سال ۲۰۰۷، تحت هدایت طراح سابق ب‌ام‌و توماس بورکل در استودیوی طراحی هیوندای روسلزهایم در آلمان طراحی شد و همچنین اولین خودرو با زبان طراحی جدید این شرکت است که به عنوان «مجسمه سیال» شناخته می‌شود.
توسان فیس‌لیفت شده در ۲ مه ۲۰۱۳ در کره جنوبی عرضه شد. این مدل بر اساس مدل آی‌ایکس۳۵ بازار اروپا و با طراحی جدید جلوپنجره، چراغ‌های پروژکتور جلو، چراغ‌های عقب، چراغ‌های مه‌شکن و سپر جلو است. این فیس‌لیفت همچنین در اوت ۲۰۱۳ در چین با نام آی‌ایکس۳۵ عرضه شد. این فیس‌لیفت همچنین در اکثر بازارهای خارج از کره جنوبی و چین، از جمله اروپا که در آن فقط چراغ‌های جلو و عقب تغییر کردند اعمال شد؛ ولی در آمریکای شمالی و استرالیا، این خودرو سبک قبل از فیس‌لیفت را حفظ و فقط طراحی چراغ‌های جلوی آن تغییر کرد. با این وجود، اندونزی توسان فیس‌لیفت خود را در آوریل ۲۰۱۴ بر اساس مدل جهانی با طراحی جدید جلوپنجره (شبیه به بازارهای کره جنوبی و چین)، چراغ‌های جلو، عقب و مه‌شکن دریافت کرد.

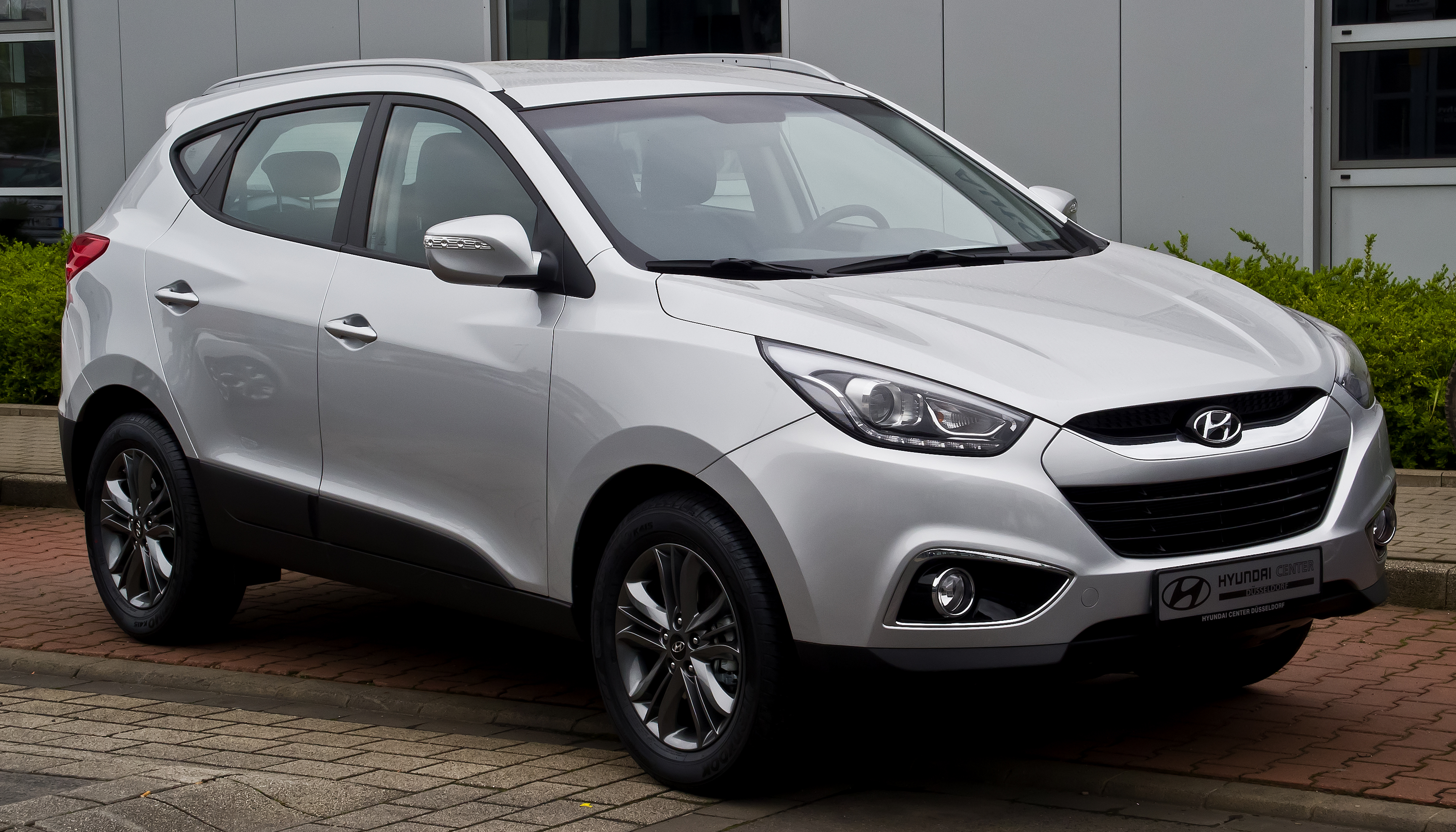
هیوندای آی‌ایکس۳۵ ۲۰۱۴ (آلمان، فیس‌لیفت)
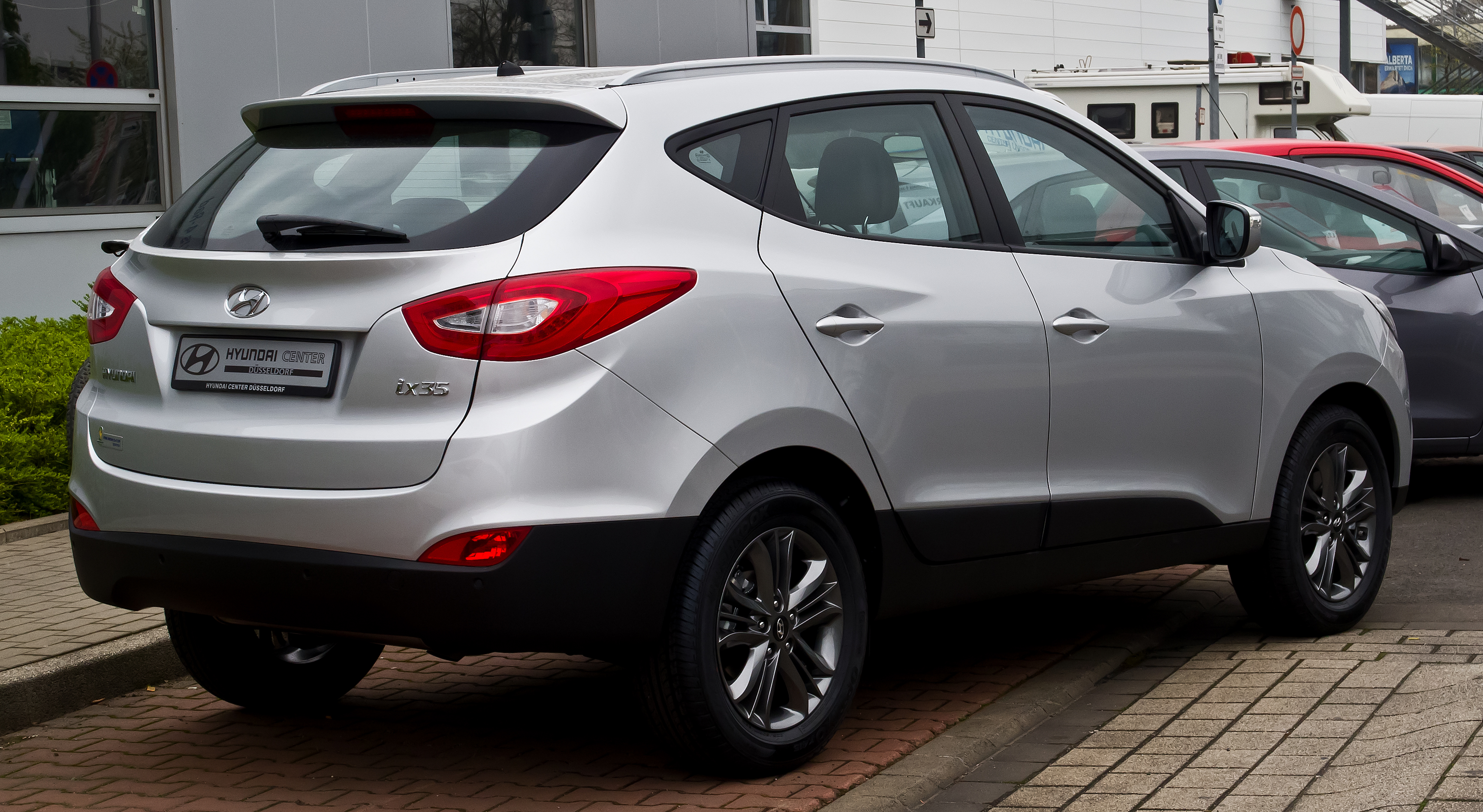
هیوندای آی‌ایکس۳۵ ۲۰۱۴ (آلمان، فیس‌لیفت)

## نسل سوم (تی‌ال؛ ۲۰۱۵)
در فوریه ۲۰۱۵، هیوندای اولین جزئیات در مورد نسل بعدی توسان خود را قبل از معرفی رسمی این کراس‌اوور در نمایشگاه خودرو ژنو در ۳ مارس ۲۰۱۵ منتشر کرد. این مدل در نیمه دوم سال ۲۰۱۵ و با مدل سال ۲۰۱۶ وارد بازار شد. از این نسل، هیوندای نام آی‌ایکس۳۵ را لغو کرد و در سطح جهانی به توسان بازگشت.
با شروع از این نسل، فناوری‌های ایمنی مانند هشدار خروج از خط، تشخیص نقاط کور و ترمز خودکار برای عابران پیاده و خودروها، همراه با گیربکس اتوماتیک دوکلاچه و گشتاور برداری معروف به کنترل کرنر فعال هیوندای ارائه می‌شوند.
هیوندای توسان در نسل سوم با افزایش کیفیت مواد داخلی از جمله سیستم صوتی، سرگرمی و بروز رسانی‌های جدید در دسترس مشتریان قرار می‌گیرد. از مهم‌ترین بروز رسانی‌های این خودرو در این زمینه می‌توانیم به اندروید اتو و اپل CarPlay، دریچه تهویه هوای جدید در عقب، کنسول جدید و بزرگتر، استفاده از پارچهٔ جدید مقاوم در برابر لکه در داخل، پانل درب به روز رسانی شده و افزای شکیفیت رو دری‌ها، سیستم صوتی ۳۱۵ واتی جدید و سیستم Clari-Fi می‌باشد. توسان نسل سوم همچنین به ارائه ویژگی‌های ایمنی پیشرفته از جمله سیستم هشدار خروج از خط، سیستم تشخیص نقطه کور، هشدار برخورد از عقب، هشدار خروج از لین، ترمز اضطراری اتوماتیک کرده‌است.
این نسل از هیوندای توسان که با کد اتاق TL شناخته می‌شود، با موتور ۲ لیتری اتمسفر (تنفس طبیعی) با پلاک ملی در ایران عرضه شد.
پیشرانه‌های در نظر گرفته شده برای این خودرو، یک موتور ۲ لیتری ۱۶۳ اسب بخاری، به همراه پیشرانه ۱٫۶ لیتری توربوشارژ ۱۷۵ اسب بخاری بود که برای این مدل، گیربکس دوکلاچه ۷ سرعته در نظر گرفته شده بود. توسان هم به صورت دیفرانسیل جلو و هم دائم چهارچرخ فروخته می‌شد و سیستم‌های کمکی نظیر بالا رفتن و پایین آمدن از سربالایی، رادار نقطه کور، رادار خط‌خوان، ترمز خودکار اضطراری و… نیز در آن وجود داشت.
موتورهای دیزل این نسل تنوع بالایی داشتند و شامل ۱٫۶ لیتر حجم و ۱۱۳ و ۱۳۴ اسب بخار قدرت، به همراه موتورهای ۱٫۷ لیتری ۱۱۴ و ۱۳۹ اسبی و ۲ لیتری ۱۸۲ اسب بخاری بودند. این خودرو ایمنی بالایی داشت و ۵ ستاره در تست‌های تصادف کسب کرد.

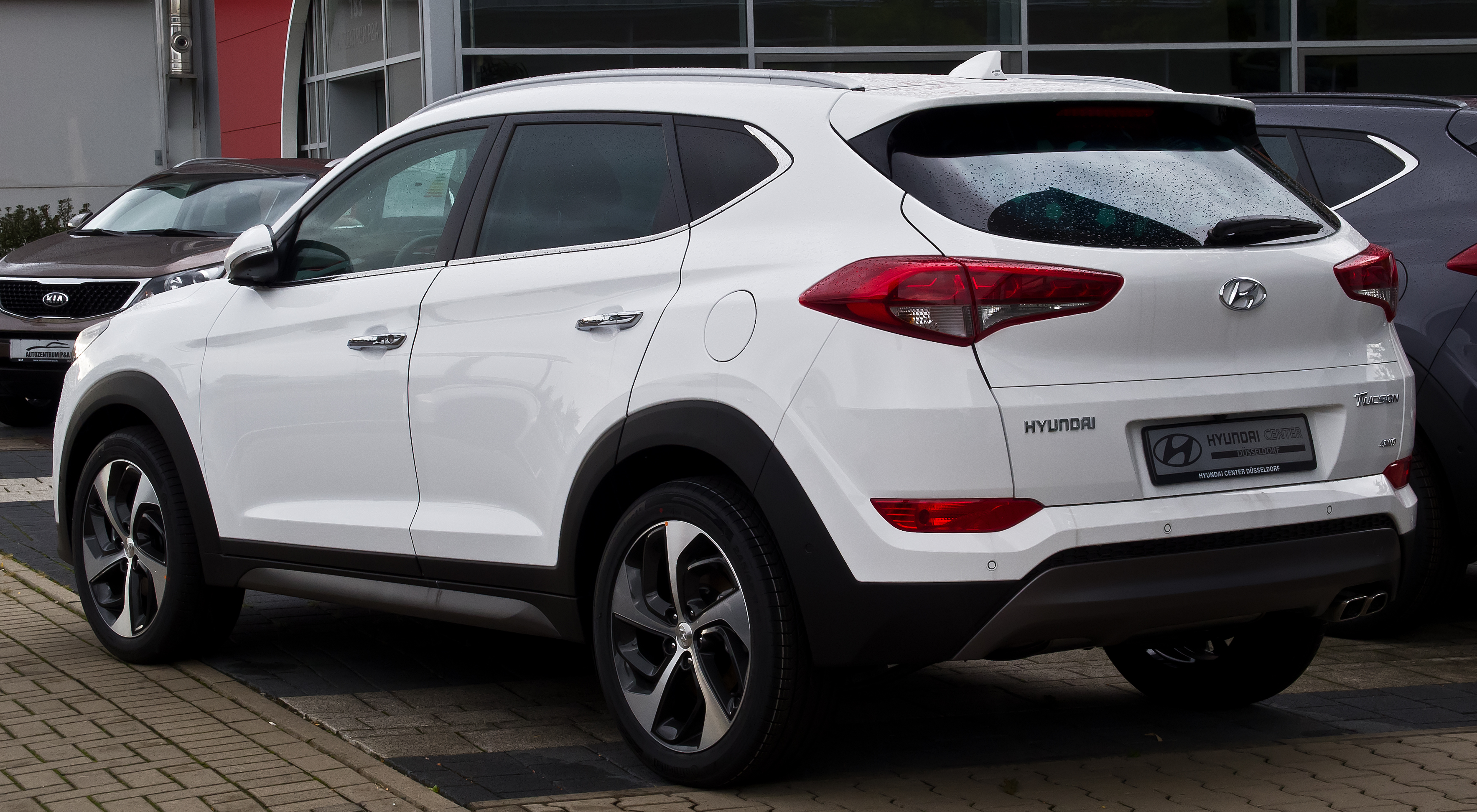
توسان پریمیوم ۲۰۱۵ (آلمان، پیش از فیس‌لیفت)
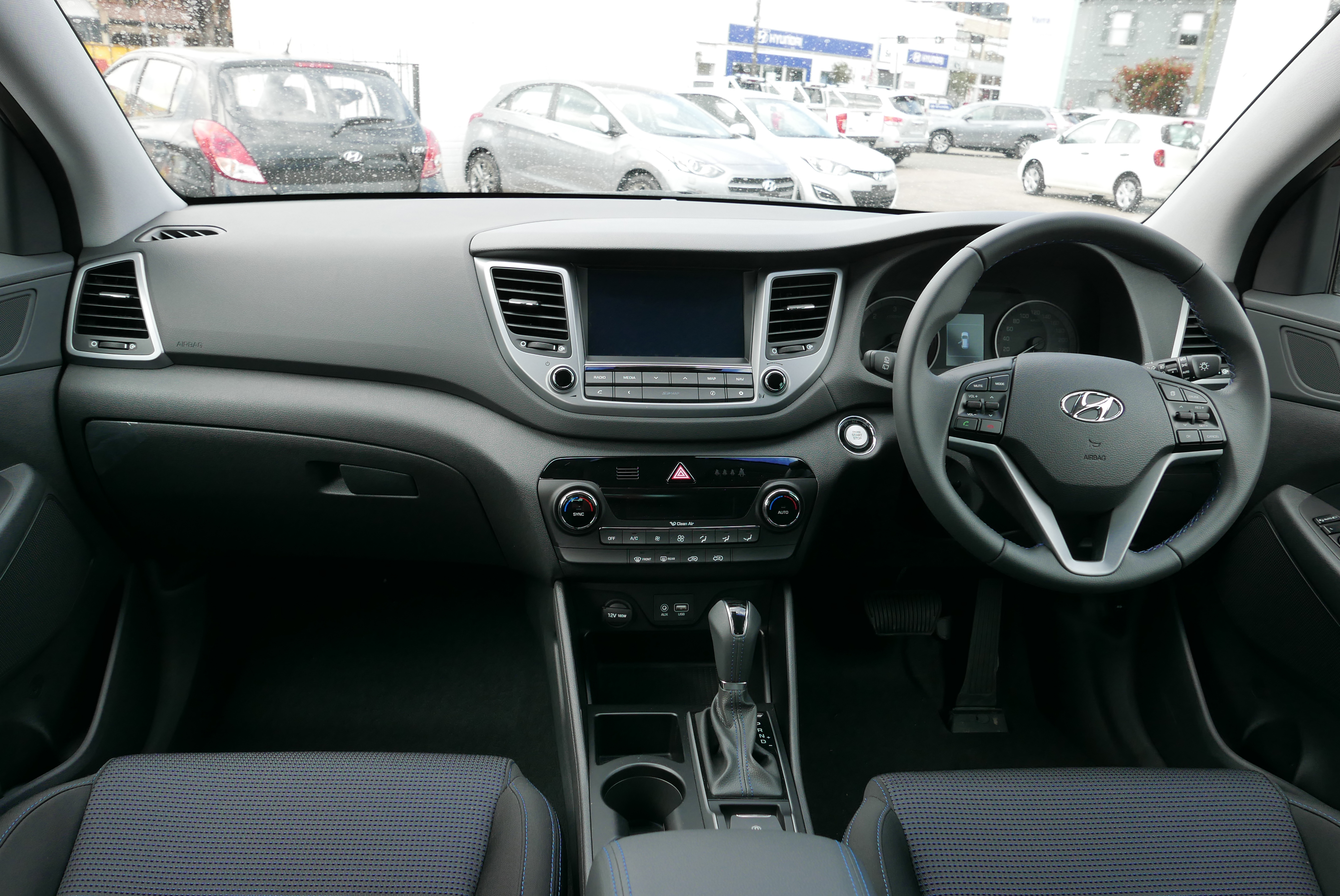
نمای داخلی (پیش از فیس‌لیفت)

توسان مدل ۲۰۱۹ اولین بار در نمایشگاه بین‌المللی خودروی نیویورک ۲۰۱۸ به نمایش درآمد و تغییرات قابل توجهی در گزینه‌های پیشرانه دریافت کرد. به‌روزرسانی‌های بیرونی شامل جلوپنجره آبشاری جدید، طراحی جدید کاپوت و در عقب، در باک مستطیلی، طرح‌های جدید رینگ و طراحی به‌روز شده چراغ‌های جلو LED برای تیپ‌های بالاتر است. فضای داخلی به‌روزرسانی بزرگی دریافت کرد که شامل یک داشبورد جدید طراحی شده با دریچه‌های هوای پایین‌تر در مرکز و نمایشگر یونیت سر بالاست.
در آمریکای شمالی، سیستم هشدار توجه راننده (DAW) در تمام سطوح تریم استاندارد است، و هر دو سیستم خروج/تصحیح دستیار حفظ خطوط (LKA) و سیستم کمکی جلوگیری از برخورد از جلو (FCA) هم‌اکنون در تمام سطوح تریم استاندارد هستند. گزینه‌های گیربکس دستی و دو کلاچه به نفع ۶ سرعته شیفت‌ترونیک اتوماتیک مورد استفاده در مدل قبلی حذف شدند. موتور ۲٫۰ لیتری Nu GDi در سطوح تریم SE و Value ادامه دارد، اما برای سایر تیپ‌ها، موتور ۱٫۶ لیتری آی۴ توربوشارژر کنار گذاشته شد و با یک موتور ۲٫۴ لیتری آی۴ جی‌دی‌آی تنفس طبیعی که ۱۸۱ اسب بخار (۱۸۴ اسب بخار متری؛ ۱۳۵ کیلووات) در ۶۰۰۰ دور در دقیقه قدرت و ۱۷۵ پوند-فوت (۲۳۷ نیوتن متر؛ ۲۴٫۲ کیلوگرم متر) گشتاور دارد مصرف سوخت کمتری نیز دارد جایگزین شد.
در بهار ۲۰۱۹، هیوندای فروش نوع اسپورت ان-لاین را عمدتاً در بازار اروپا آغاز کرد.
در اوت ۲۰۲۰، هیوندای نیشات مونتاژ محلی مدل فیس‌لیفت شده را در پاکستان آغاز کرد. در ابتدا، تنها در دو سطح، FWD GLS Sport و AWD Ultimate عرضه شد. بعدها، تریم سوم، FWD GLS نیز عرضه شد. هر سه سطح تریم با موتور ۲٫۰ لیتری Nu ام‌پی‌آی آی۴ و گیربکس ۶ سرعته اتوماتیک عرضه می‌شوند.

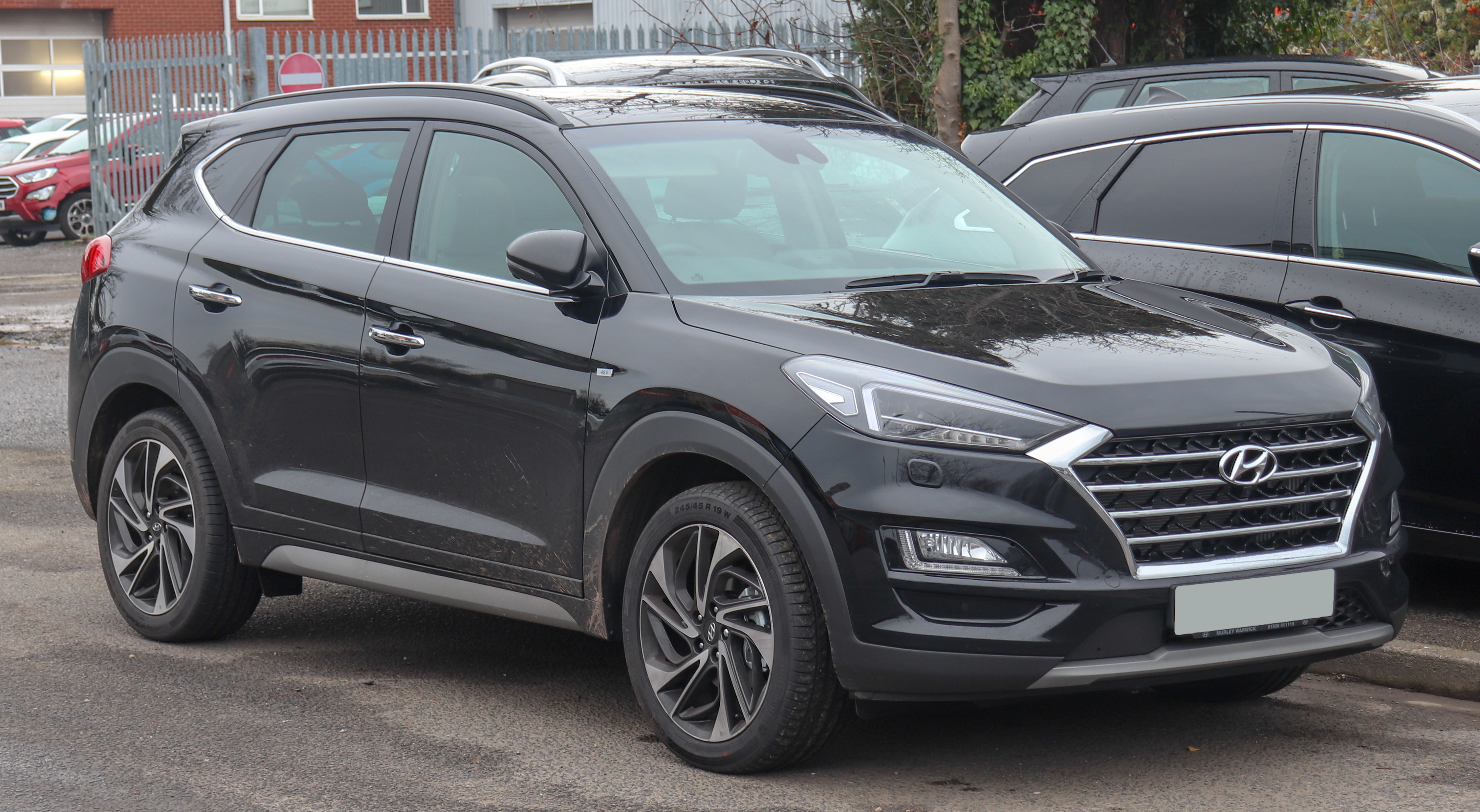
هیوندای توسان پریمیوم اس‌ئی ۲۰۱۸ (انگلستان، فیس‌لیفت)
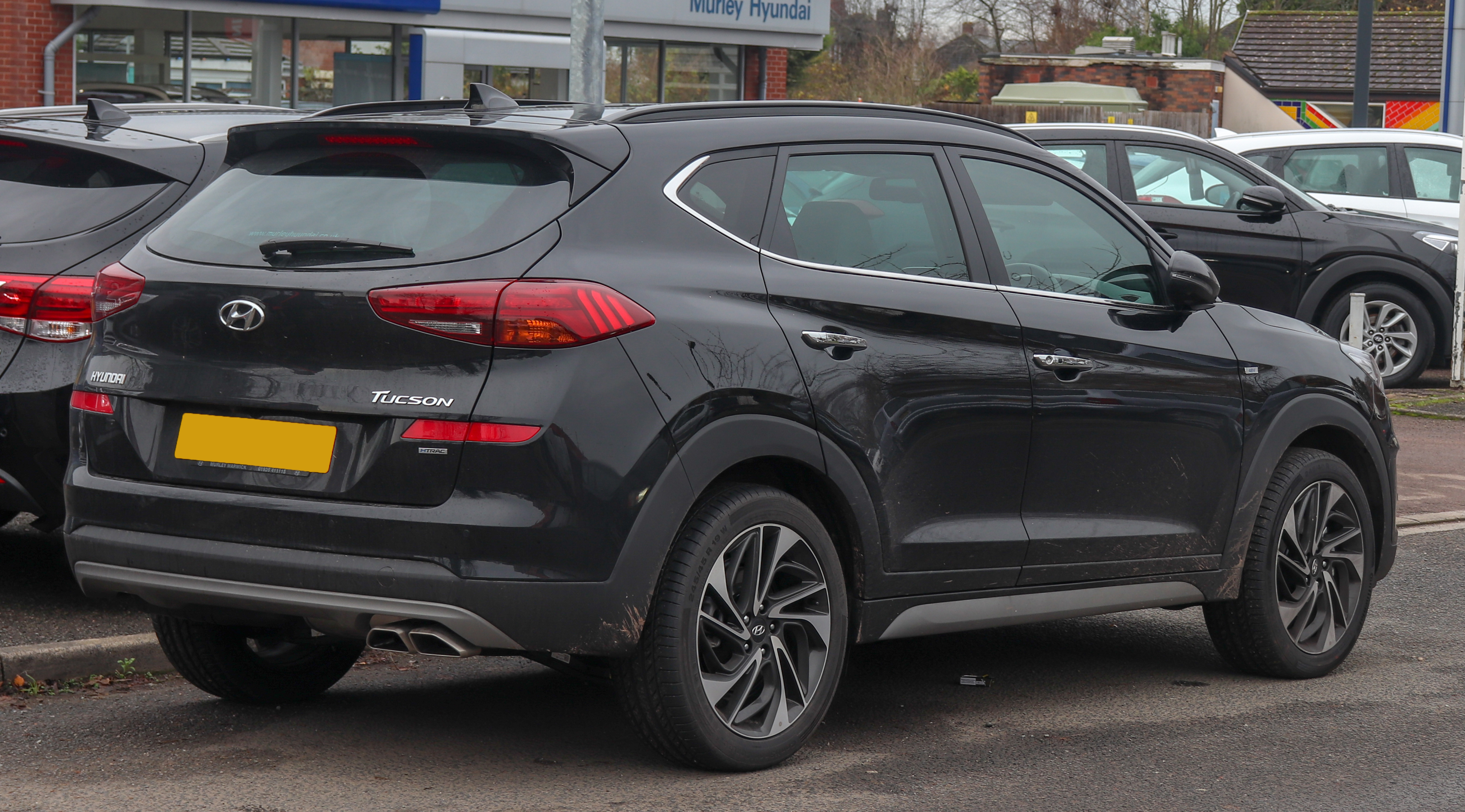
هیوندای توسان پریمیوم اس‌ئی ۲۰۱۸ (انگلستان، فیس‌لیفت)
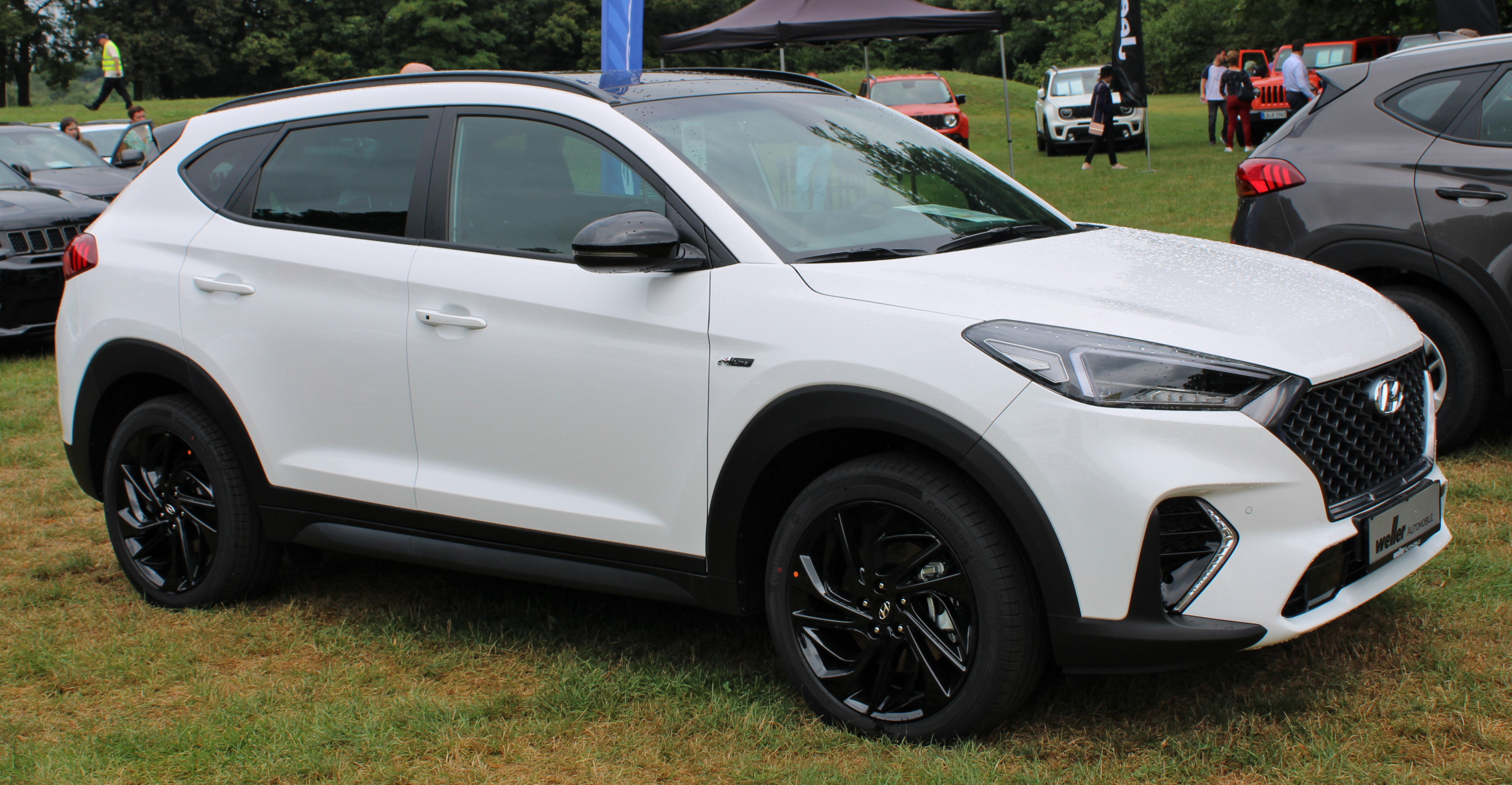
هیوندای توسان ان-لاین ۲۰۱۹ (آلمان، فیس‌لیفت)
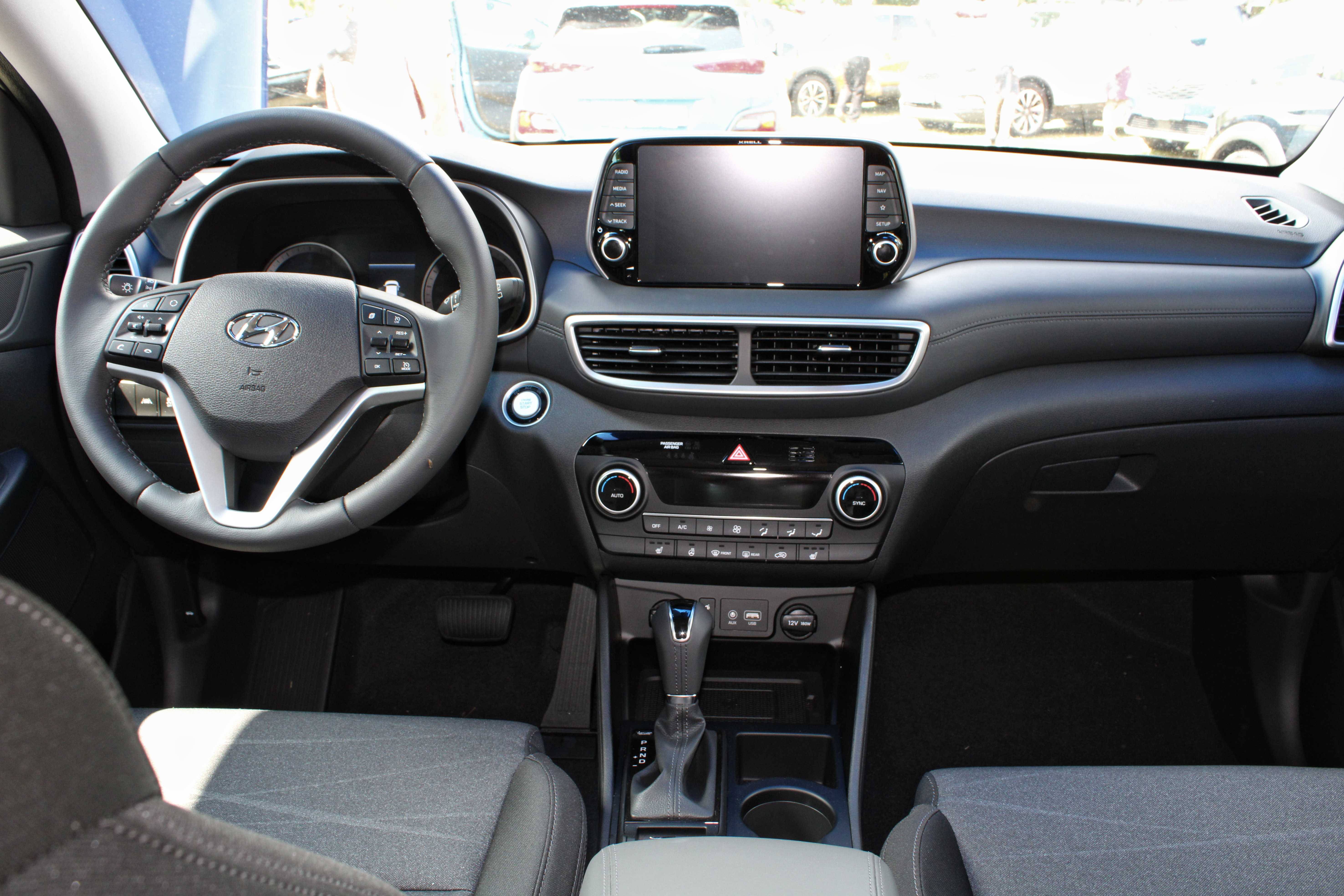
نمای داخلی (فیس‌لیفت)

## نسل چهارم (ان‌ایکس۴؛ ۲۰۲۰)
نسل چهارم توسان در ۱۴ سپتامبر ۲۰۲۰ معرفی شد. مدل کاملاً جدید دارای جلوپنجره «جواهری مانند» هیوندای است که چراغ‌های روز هندسی در طراحی آن ادغام شده‌است. تیم طراحی هیوندای به رهبری سانگ یاپ لی، معاون ارشد و رئیس مرکز طراحی جهانی هیوندای، توسان را با گلگیرهای برآمده، چاه چرخ‌های زاویه‌دار، خط سقف هموار و برآمدگی‌های کوتاه تغییر شکل داده‌است. پیش از انتشار، نسل چهارم توسان به عنوان Vision T Concept در نمایشگاه خودرو لس آنجلس ۲۰۱۹ در نوامبر ۲۰۱۹ به نمایش گذاشته شد.
نسل چهارم توسان سوار بر یک نسخه کوتاه شده از پلت فرم N3 مشترک با مدل بزرگ‌تر سانتافه، با دو فاصله بین دو محور برای بازارهای مختلف ارائه می‌شود تا نیازها و انتظارات مشتریان مختلف را در مناطق مختلف برآورده کند. مدل محور کوتاه دارای فاصله بین محوری ۲٬۶۸۰ میلیمتر (۱۰۵٫۵ اینچ) و مدل محور بلند دارای فاصله بین دو محور ۲٬۷۵۵ میلیمتر (۱۰۸٫۵ اینچ) است. اکثر مناطق خارج از اروپا، خاورمیانه و مکزیک نسخه محور بلند را دریافت می‌کنند. در چین، نسل چهارم توسان فقط در مدل محور بلند و با نام توسان ال به بازار عرضه می‌شود تا خود را با مدل قدیمی‌تر متمایز کند. توسان وارداتی به ایران از نوع محور کوتاه و در تیپ لو آپشن است.
در فضای داخلی، توسان جدید دارای دسته ابزار کاملاً دیجیتالی بدون کاپوت اختیاری و فرمان چهار پره است. همچنین شامل یک صفحه نمایش دوتایی ۱۰٫۲۵ اینچ (۲۶۰ میلیمتر) با دکمه‌های خازنی است که به صورت عمودی روی هم قرار گرفته‌اند. برای نسخه محور بلند، هیوندای ادعا کرد که حجم بار فضای قابل استفاده ۳۸٫۷ فوت مکعب (۱٬۰۹۶ لیتر) را فراهم می‌کند.

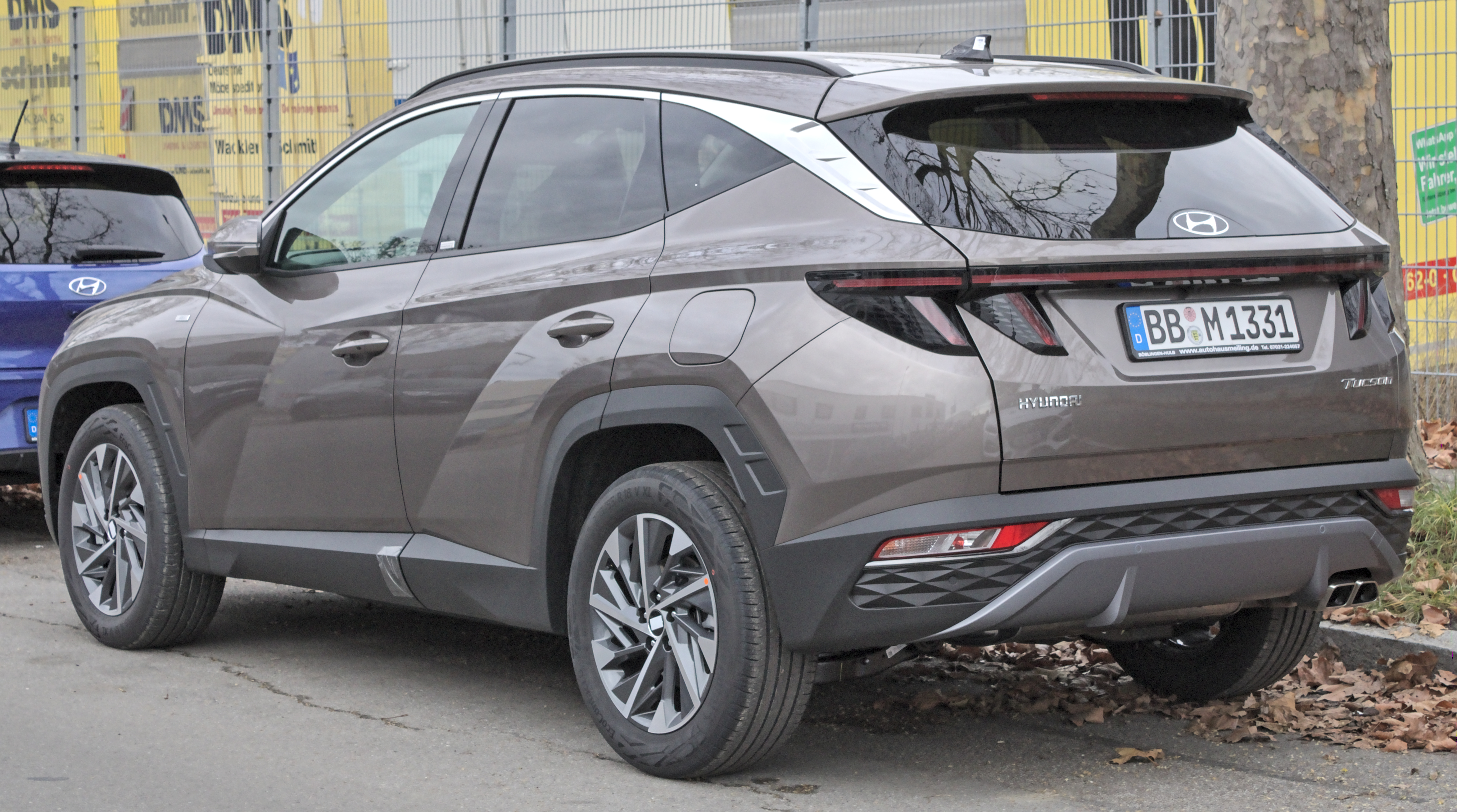
نمای عقب (محور کوتاه)
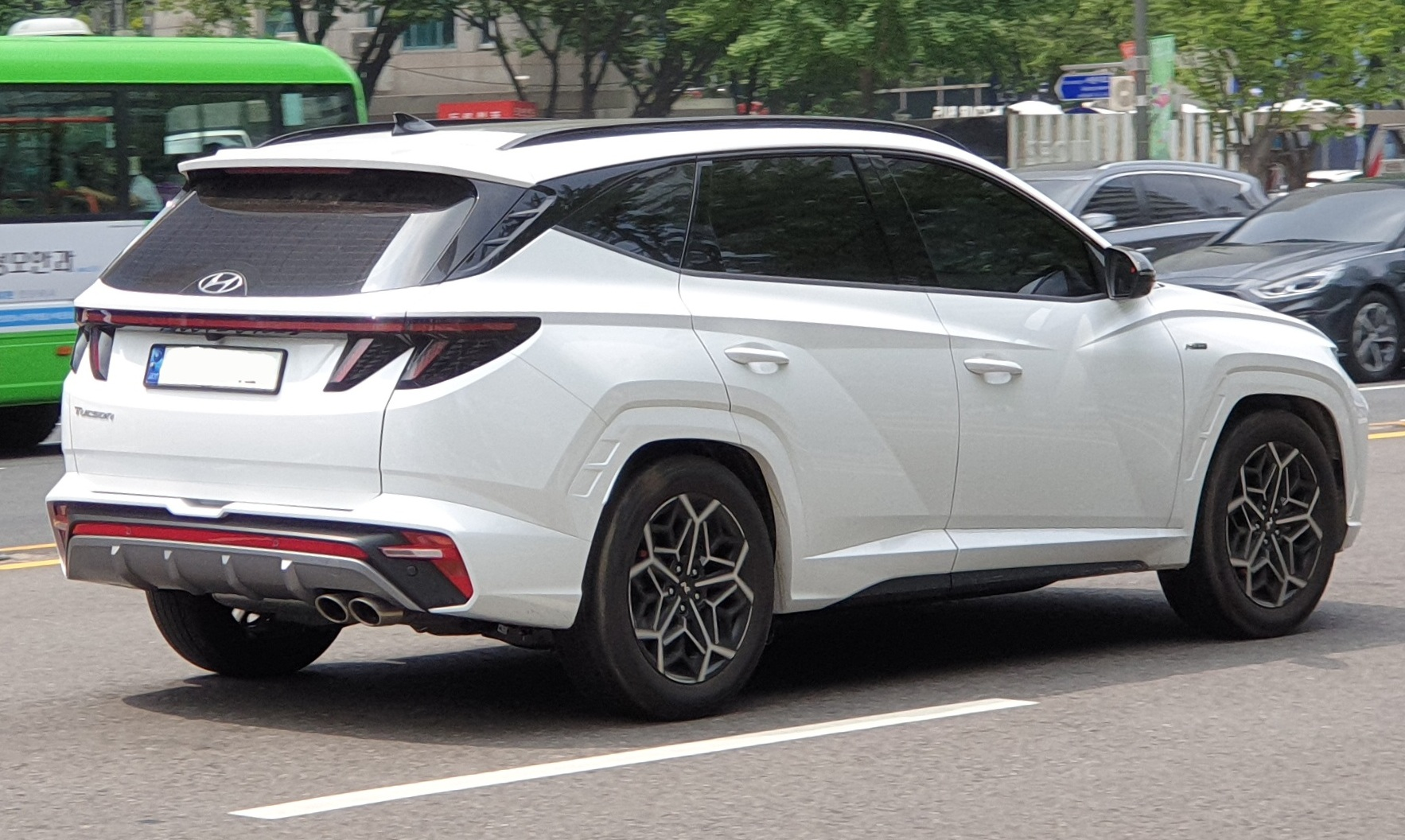
نمای عقب (ان-لاین، محور بلند)
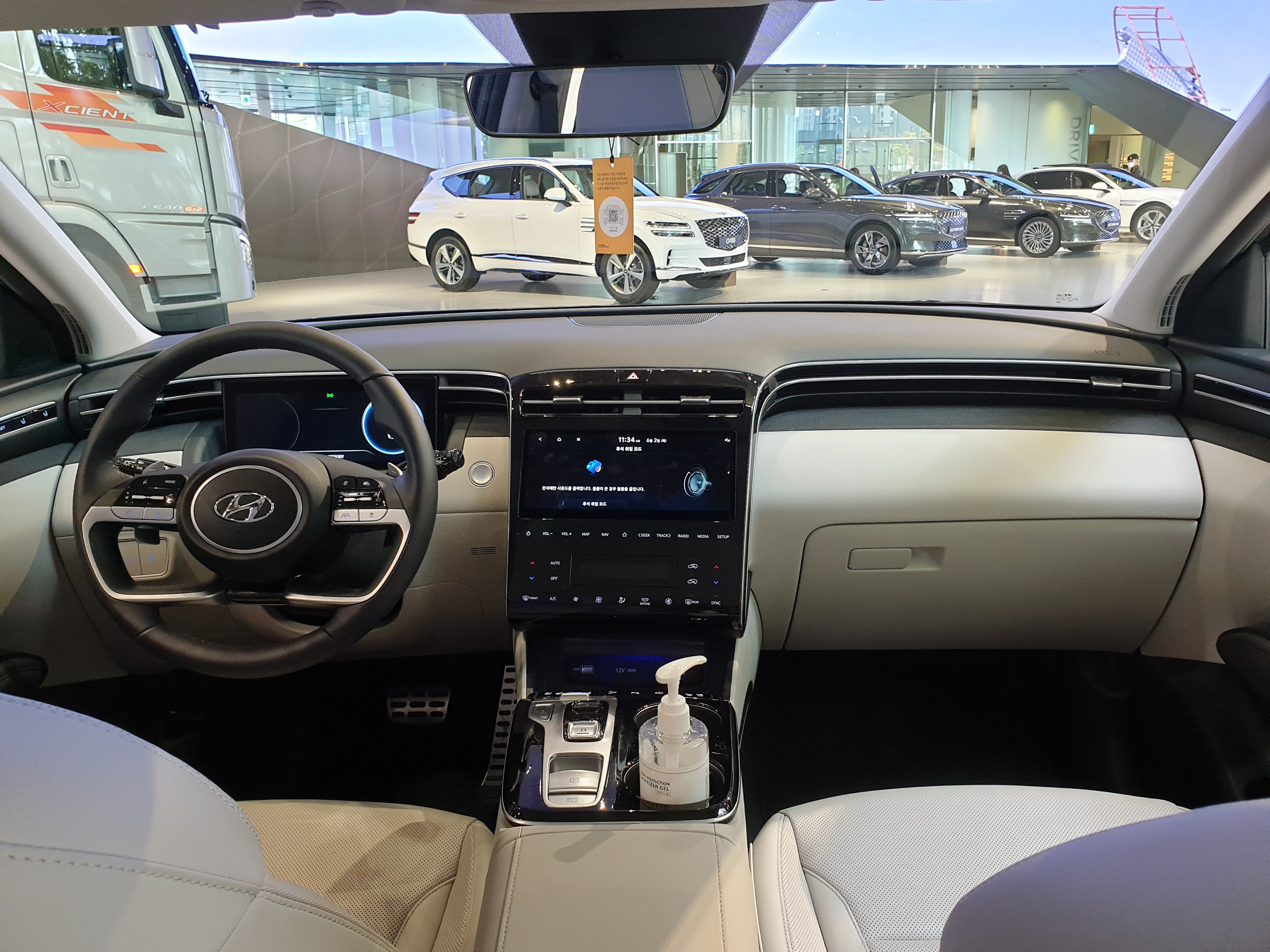
نمای داخلی
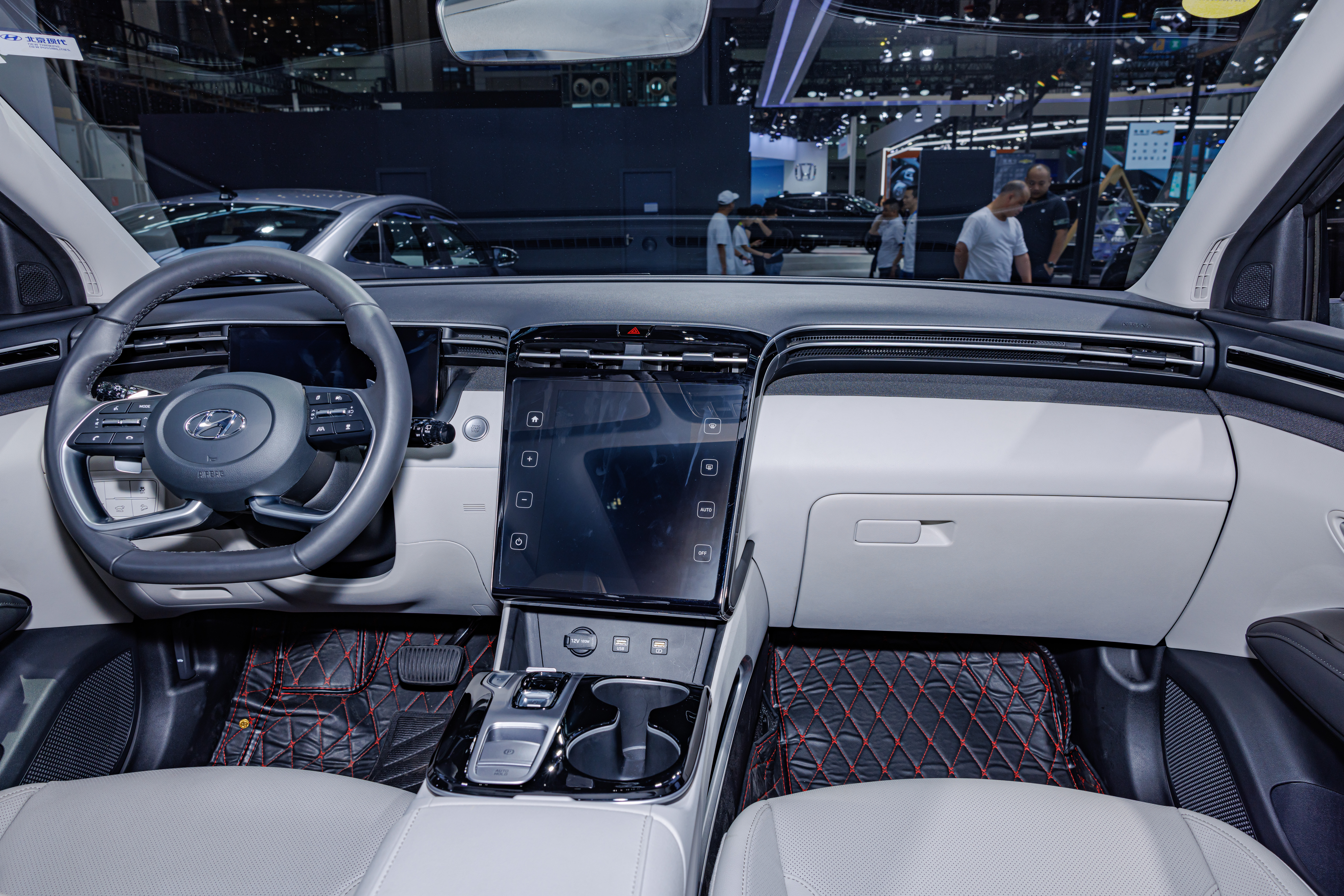
نمای داخلی (چین)

هیوندای برای مدل سال ۲۰۲۵ نسخه فیس لیفت نسل چهارم توسان را عرضه کرد.

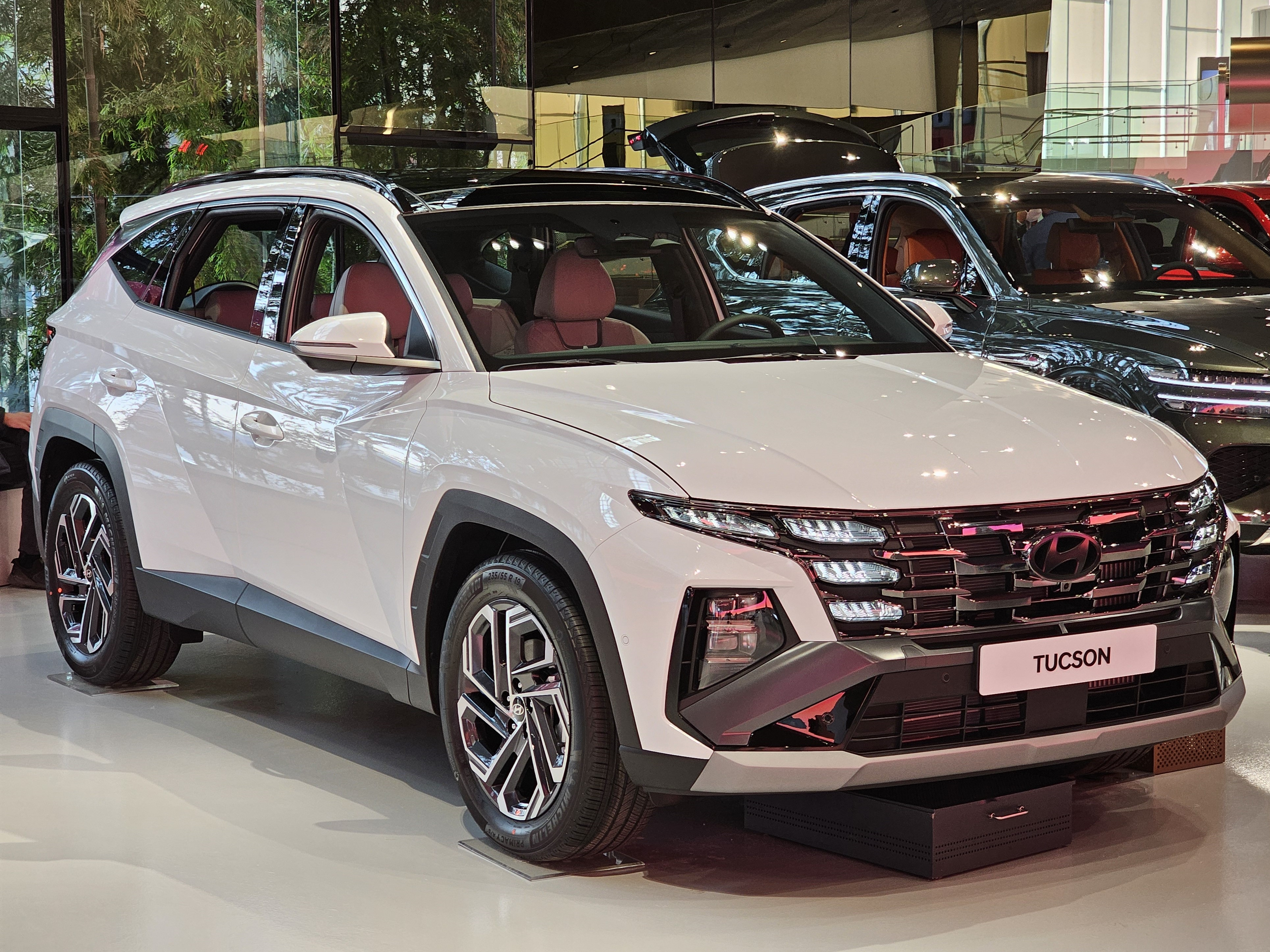
توسان ۲۰۲۴ (فیس‌لیفت)
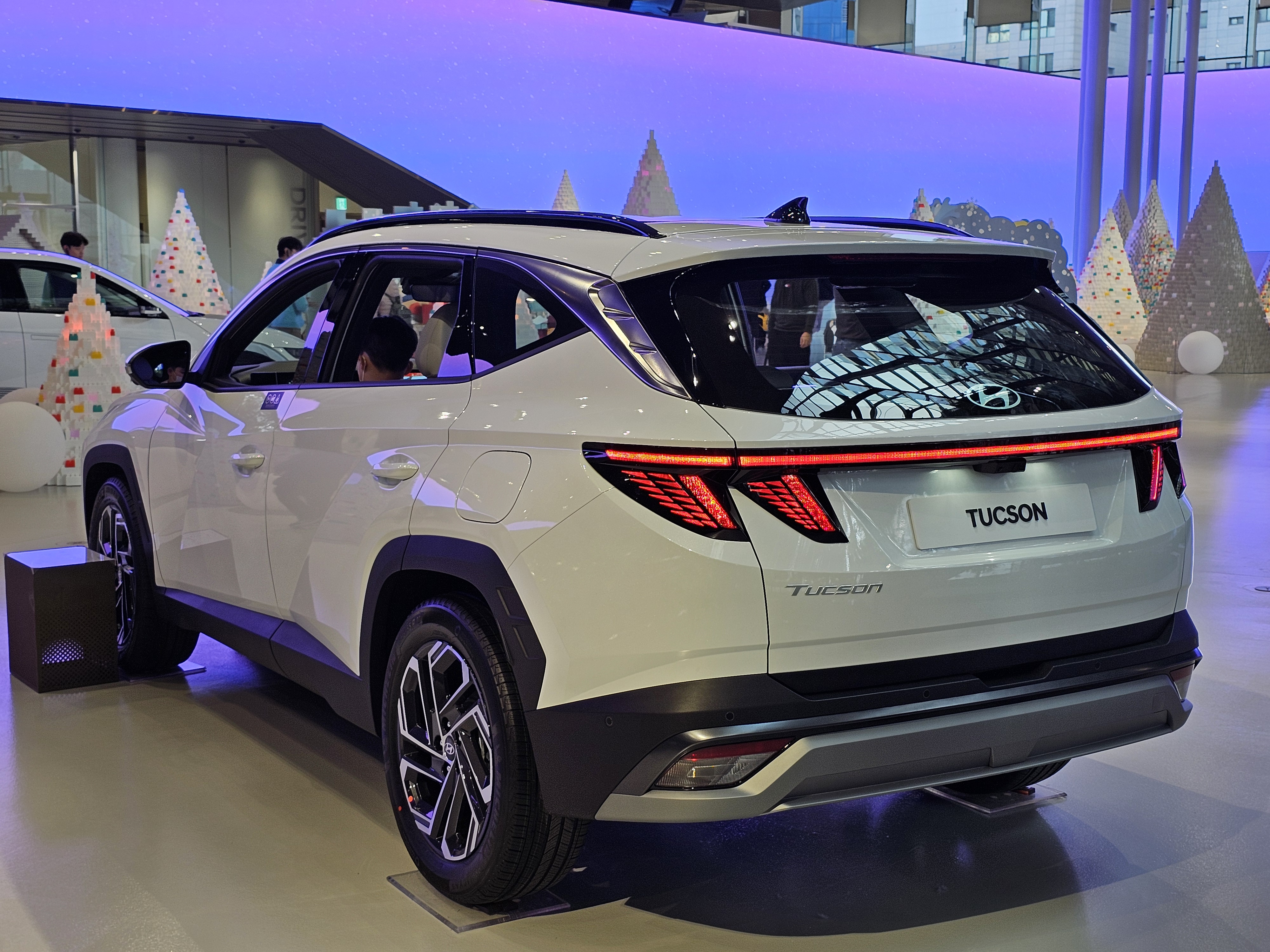
نمای عقب
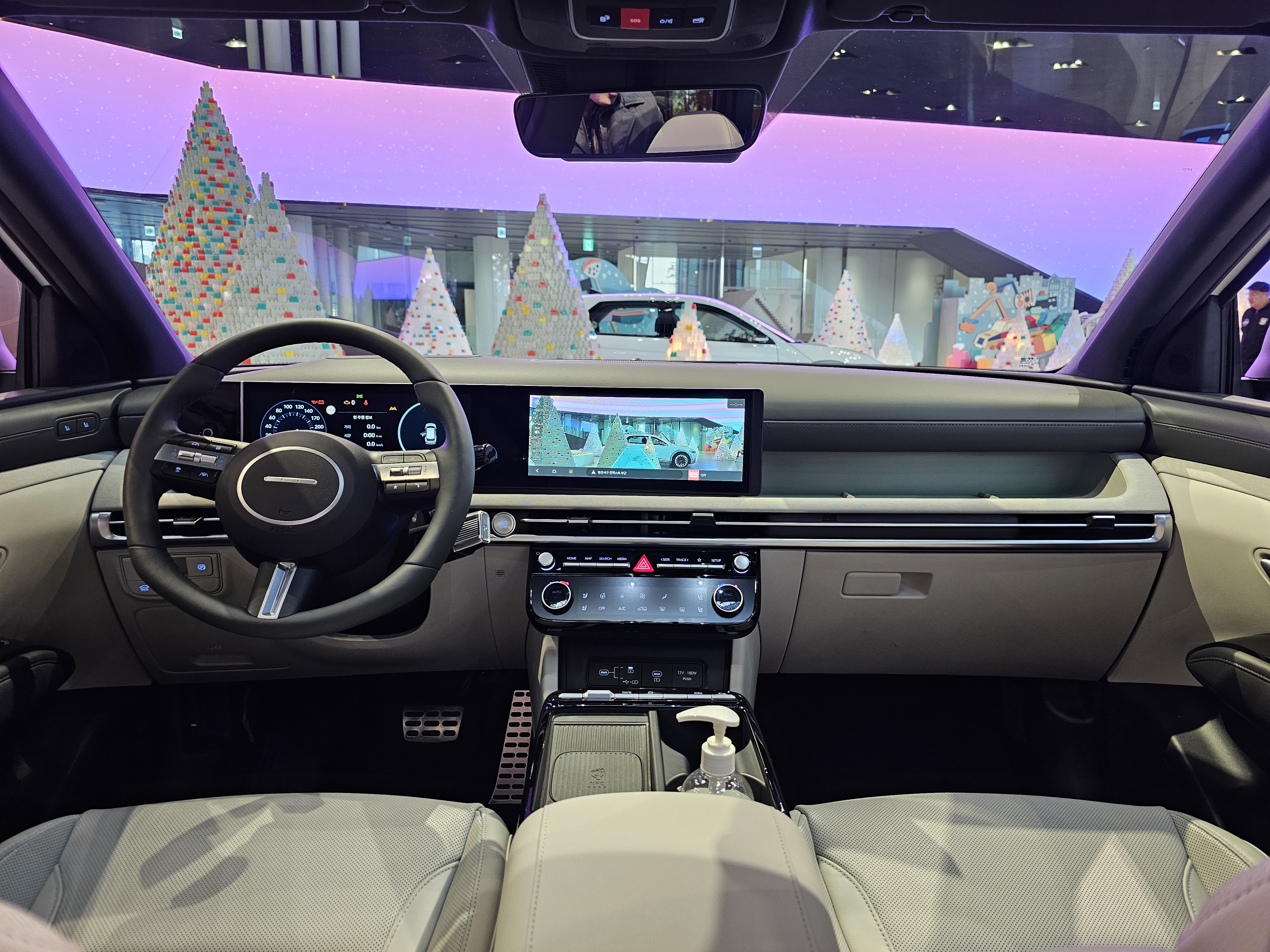
نمای داخلی

## آمار فروش
| سال  | ایالات متحده | اروپا   |
| ---- | ------------ | ------- |
| ۲۰۰۴ | ۷٬۰۷۴        | ۱۷٬۶۶۴  |
| ۲۰۰۵ | ۶۱٬۰۴۸       | ۶۳٬۵۸۵  |
| ۲۰۰۶ | ۵۲٬۰۶۷       | ۶۰٬۵۰۰  |
| ۲۰۰۷ | ۴۱٬۴۷۶       | ۵۳٬۵۹۸  |
| ۲۰۰۸ | ۱۹٬۰۲۷       | ۲۸٬۲۷۵  |
| ۲۰۰۹ | ۱۵٬۴۱۱       | ۲۰٬۴۸۵  |
| ۲۰۱۰ | ۳۹٬۵۹۴       | ۵۳٬۱۱۲  |
| ۲۰۱۱ | ۴۷٬۲۳۲       | ۷۴٬۶۶۲  |
| ۲۰۱۲ | ۴۸٬۸۷۸       | ۸۷٬۹۶۳  |
| ۲۰۱۳ | ۴۱٬۹۰۶       | ۸۸٬۸۳۱  |
| ۲۰۱۴ | ۴۷٬۳۰۶       | ۹۳٬۵۴۰  |
| ۲۰۱۵ | ۶۳٬۵۹۱       | ۱۲۰٬۳۵۸ |
| ۲۰۱۶ | ۸۹٬۷۱۳       | ۱۵۸٬۱۱۳ |
| ۲۰۱۷ | ۱۱۴٬۷۳۵      | ۱۵۲٬۸۷۵ |
| ۲۰۱۸ | ۱۴۲٬۲۶۳      | ۱۳۷٬۶۱۸ |
| ۲۰۱۹ | ۱۳۷٬۳۸۱      | ۱۳۶٬۶۰۸ |
| ۲۰۲۰ | ۱۲۳٬۶۵۷      | ۹۰٬۵۹۴  |
| ۲۰۲۱ | ۱۵۰٬۹۴۹      | ۱۴۳٬۸۳۶ |
| ۲۰۲۲ | ۱۷۵٬۳۰۷      | ۱۵۰٬۸۰۳ |